# Giedrius Matulevičius
Giedrius Matulevičius (ur. 5 marca 1997 w Mariampolu) – litewski piłkarz grający na pozycji prawoskrzydłowego w litewskiem klubie Žalgiris Wilno.

## Kariera klubowa
Karierę piłkarską rozpoczął w 2013 roku w Sūduvie Mariampol. 1 sierpnia 2013 dołączył do drużyny młodzieżowej Parmy Calcio 1913. Od 16 września 2014 do 16 stycznia 2015 przebywał na wypożyczeniu w US Arazzo. 1 lipca 2015 dołączył do FK Švyturys Marijampolė, z którego 5 sierpnia 2015 został wypożyczony do UC Sampdorii U-19. Do FK Švyturys Marijampolė wrócił 11 miesięcy później, 30 czerwca 2016. 1 stycznia dołączył do Sūduvy Mariampol.

## Kariera reprezentacyjna
W reprezentacji Litwy U-17 zadebiutował 28 czerwca 2013, w meczu przeciwko Łotwie. 29 czerwca 2014 zagrał w meczu Litwy U-19 przeciw Estonii U-19. 25 marca 2017 rozegrał mecz przeciw Białorusi U-21. 20 listopada 2018 rozegrał 21 minut w Seniorskiej reprezentacji Litwy, w meczu Ligi Narodów UEFA C przeciw Serbii.